# Milan Grgić
Milan Grgić (Split, 1934. – Zagreb, 23. veljače 1997.) bio je hrvatski književnik.
Pisao je drame, komedije, libreta za mjuzikle, scenarije za tv emisije i popularne zabavne glazbe. Njegovi tekstovi izvođeni su u većini hrvatskih kazališta, ali je Grgić bio najvjerniji suradnik kazališta "Komedija" u kojem su se izvodili njegovi mjuzikli: "Velika trka", "Dlakav život", "Ivan od leptira" i drugi. "Jalta, Jalta", mjuzikl po kojemu ga najbolje pamtimo, topla je priča o miru koji su izmaštala tri sobara dok se veliki vođe nisu mogli složiti oko podjele svijeta.

## Nagrade i priznanja
- 1992. – nagrada "Marul" i nagrada za dramsko djelo "Marin Držić"

## Vanjske poveznice
- LZMK / Hrvatska enciklopedija: Grgić, Milan
- LZMK / Hrvatski biografski leksikon: Grgić, Milan